# TV Malung-Sälen
TV Malung är en Lokal-TV-kanal som har sina sändningar i Malung. Kanalen började sända 1995, och grundades av Jörgen Danielsson. Numera ägs kanalen av Danielssons företag JDS. Kanalen sänder mest olika program och inslag om saker som sker inom Malung-Sälens kommun.

## Finansiering
Kanalen sponsras av företag och andra organisationer, samt sänder även reklamfilmer, dock är det reklamfilmer som kommer från skolor och olika företag inom kommunen.